# Staatsbürger-Zeitung
Die Staatsbürger-Zeitung war eine deutsche Tageszeitung. Sie erschien vom 1. Januar 1865 bis zum 4. Dezember 1926 in Berlin.
Sie ist nicht mit der Constitutionellen Staatsbürgerzeitung zu verwechseln.

## Werdegang
Im Jahr 1864 gründete der zum Apotheker ausgebildete Berliner Likör-Fabrikant Richard Friedrich Ludwig Ferdinand Daubitz, der bis dahin als Hersteller von Kräuter-Likör bekannt war, die Staatsbürger-Zeitung zusammen mit Friedrich Wilhelm Held, der als einer der Wortführer der bürgerlichen Revolution von 1848 in Erscheinung getreten war und journalistische Erfahrungen mitbrachte. Held hatte ab Januar 1843 die Wochenzeitung Leipziger Locomotive herausgegeben, die eine Auflage von 20.000 Exemplaren erreichte. Ab April 1848 gab er sein Blatt in Berlin als Locomotive. Zeitung für politische Bildung des Volkes heraus.
In Werbeanzeigen für die neue Staatsbürger-Zeitung, die Ende 1864 / Anfang 1865 zum Beispiel in der Berliner Gerichts-Zeitung und in der National-Zeitung erschienen, wurde allerdings nicht Friedrich Wilhelm Held, sondern Rudolph Altschaffel als verantwortlicher Redakteur genannt.
Die neue Zeitung wurde wie folgt beworben:

„Eine neue Tageszeitung! Täglich ohne alle Ausnahme (also auch Montags). Vom 1. Januar 1856 an erscheint in Berlin für ganz Preußen und das übrige Deutschland Staatsbürger-Zeitung, ein neues Organ der öffentlichen Meinung, dessen Zweck vorzugsweise dahin gerichtet ist, ohne alle Rücksicht auf das Parteiwesen und dessen wechselnde Tendenzen, für die Besserung der staatlichen Zustände nach den Forderungen der Vernunft, des Rechts, der Freiheit und der Wohlfahrt zu wirken, und zwar auf allen Gebieten des öffentlichen Lebens, in der äußeren und inneren Politik, in der Staatsverwaltung, in der Rechtspflege, im Gewerbewesen etc. – Und damit es auch ein wirkliches Organ der öffentlichen Meinung werde, soll Jeder das Recht haben, seine eigene Meinung über die Zustände und Ereignisse des öffentlichen Lebens in der Zeitung – frei zu äußern. Die „Staatsbürger-Zeitung“ wird das Organ sein, durch welches das Volk selbst in jedem seiner Glieder sich vernehmen lassen kann, und zwar – wie die Redaktion selbst – deutsch und verständlich für Vernunft, Wohlfahrt und Vaterland! Die Redaction der Staatsbürger-Zeitung. Verantwortlich: Rud. Altschaffel.“

Daubitz erwarb im Jahr 1865 eine Buchdruckerei, zunächst wohl nur zu dem Zweck, dort die Staatsbürger-Zeitung zu drucken.
Die Staatsbürger-Zeitung erreichte in den Jahren 1866 bis 1868 mit einer Auflage von ca. 25.000 Exemplaren ihre größte Verbreitung und zählte damit zu den damals auflagenstärksten deutschen Tageszeitungen.
Im Jahr 1880 war die am weitesten verbreitete Zeitung das Berliner Tageblatt mit 70.000 Abnehmern. Diesem kamen am nächsten Berliner Zeitung, Berliner Volks-Zeitung, Vossische Zeitung mit zwischen jeweils 20. bis 30.000 Exemplaren; dann folgten Staatsbürger-Zeitung, Berliner Börsenzeitung, National-Zeitung mit einer Auflage von jeweils 15. bis 20.000 Exemplaren.
In der ersten Hälfte des Jahres 1871 erreichte die Staatsbürger-Zeitung eine Auflage von mehr als 30.000 Exemplaren.
Im zweiten Quartal des Jahres 1871 kam es zum Bruch zwischen Daubitz und Held. Nach ihrer Trennung voneinander erschienen eine Zeit lang zwei Staatsbürger-Zeitungen: die Aelteste, gegründet von R. F. Daubitz‚ und die Alte – Heldsche.
Held ließ seine Zeitung in der Strousberg’schen Buchdruckerei drucken, die Helds Freund, der frühere Buchdruckereibesitzer Ferdinand Reichardt, leitete. Die Namen in der gesetzlichen Druckfirma (also im Impressum) der Held’schen Staatsbürger-Zeitung waren folgende: Verantwortlicher für Redaktion: Dedo Müller, für Verlag: Ferdinand Reichardt, für Druck: A. Neuendorff. Der nominelle Redakteur Müller sowie der Maschinenmeister Neuendorff waren zuvor in derselben Verantwortlichkeitsstellung in der Daubitz’schen Staatsbürger-Zeitung tätig gewesen und mit Held fortgezogen.
Die Auflage der Daubitz’schen Staatsbürger-Zeitung ging seit Helds Ausscheiden im Jahr 1871 immer weiter zurück. Sie gelangte schon bald nach der Spaltung in den Besitz eines Konsortiums und erschien dann unter dem Titel Berliner Bürger-Zeitung. Das Konsortium der Eigentümer der Berliner Bürger-Zeitung wurde von dem Buchhändler Daniel Collin, dem Berliner Stadtverordneten und Regierungsrat a. D. Beutner und dem Abgeordneten Karl Braun – Wiesbaden angeführt. Als dieses Konsortium die Daubitz’sche Staatsbürger-Zeitung übernahm, schied Dr. Alexis Schmidt, ein Chefredakteur der alten Spener'schen Zeitung, aus der Staatsbürger-Zeitung aus, die er eine Weile geleitet hatte.
Eigentümerin der Held’schen Staatsbürger-Zeitung war eine Genossenschaft, deren faktischer Leiter Held war. Held starb am 26. März 1872 in Berlin. Die Held’sche Staatsbürger-Zeitung schlug nach seinem Tod eine klar antisemitische Richtung ein. Franz Mehring, der gelegentlich Artikel in der Staatsbürger-Zeitung veröffentlicht hatte, schrieb, nachdem Held 1872 gestorben war, über das Blatt: „Möglichst querköpfig in sachlichen, möglichst anzüglich in persönlichen Fragen ist ihre Parole; ohne publizistisches Talent redigiert, weiß sie durch pfiffige Spekulationen auf die schlechten Neigungen des gemeinen Mannes sich weitreichenden Einfluss zu sichern.“
Die Staatsbürger-Zeitung verkündete im Zeitungskopf ihre Grundsätze: „Mit Vernunft für Wohlfahrt, Freiheit und Macht. Im Innern: Besserung der Zustände; in der äußeren Politik: Deutschlands Interessen.“
Im Jahr 1898 beteiligte Wilhelm Bruhn sich am Verlag der Berliner Staatsbürger-Zeitung, deren Leitung er als Verleger und Herausgeber übernahm. Unter seiner Führung entwickelte die Staatsbürger-Zeitung explizit antisemitische Tendenzen. So druckte die Zeitung wiederholt antisemitische Reden des Grafen Walter von Pückler ab. Dieser hatte beispielsweise in seiner Rede Die praktische Lösung der Judenfrage in der Berliner Tonhalle am 13. Juli 1900 das „Durchhauen und Rausschmeißen“ der Juden als „das einzige Mittel“ zur „Lösung der Judenfrage“ angepriesen und vor Mitleid gegenüber „dem jüdischen Ungeziefer“ gewarnt.
Die Staatsbürger-Zeitung stand der Deutschsozialen Partei nahe, war jedoch nicht deren offizielles Parteiorgan.
Aufgrund ihrer antisemitischen Artikel gerieten Mitarbeiter der Staatsbürger-Zeitung wiederholt mit dem Gesetz in Konflikt. So wurden am 3. Juni 1899 ihr Redakteur Johannes Wilberg und ihr Herausgeber Wilhelm Bruhn wegen öffentlicher Anreizung zu Gewalttätigkeiten, begangen durch die Verbreitung von antisemitischen Reden des Grafen Pückler, zu Geldstrafen verurteilt. Am 26. Oktober 1900 wurde Paul Bötticher, der abermals antisemitische Reden des Grafen Pückler abgedruckt hatte, vom Landgericht von dem Vorwurf der Aufreizung zum Klassenhass freigesprochen.
Die Staatsbürger-Zeitung beteiligte sich massiv an der antisemitischen Aufhetzung der Bevölkerung in der Konitzer Mordaffäre des Jahres 1900. Es kam zu pogromartigen Ausschreitungen, nachdem in mehreren Artikeln der Staatsbürger-Zeitung die Legende verbreitet worden war, der gewaltsame Tod des 18-jährigen Gymnasiasten Ernst Winter sei ein jüdischer Ritualmord gewesen. Im Zusammenhang mit dieser Behauptung wurde bereits im Mai 1900 Strafantrag gegen den Herausgeber der Staatsbürger-Zeitung Wilhelm Bruhn und gegen den verantwortlichen Redakteur Paul Bötticher wegen Beleidigung und Verleumdung gestellt. Das Verfahren gegen beide endete erst im Oktober 1902. Bötticher wurde zu zwölf und Bruhn zu sechs Monaten Gefängnis verurteilt. In der Urteilsbegründung wurde jedoch kein Bezug auf die judenfeindliche Propaganda der Staatsbürger-Zeitung genommen, sondern die Verurteilung basierte auf dem Vorwurf der Beamtenbeleidigung – die Staatsbürger-Zeitung hatte den Ermittlern vorgeworfen, ihre Arbeit nachlässig und unprofessionell erledigt zu haben und Hinweisen auf jüdische Tatverdächtige nicht nachgegangen zu sein.
Offenbar schied der Redakteur Johannes Wilberg Ende 1900 oder Anfang 1901 aus der Staatsbürger-Zeitung aus.
Die Staatsbürger-Zeitung hatte am 1. Dezember 1912 unter der Überschrift Die jüdischen Autoren des S. Fischer Verlags eine Liste veröffentlicht, die auch Thomas Manns Namen enthielt. Thomas Mann reagierte auf seine Aufnahme in diese Liste mit der Bemerkung: „Wenn ich Jude wäre, würde ich hoffentlich Geist genug besitzen, mich meiner Abstammung nicht zu schämen.“ Dessen ungeachtet schrieb Adolf Bartels Thomas Mann in der Staatsbürger-Zeitung weiterhin eine „kreolische Blutmischung“ zu und attestierte ihm: „Literarisch gehört er auf alle Fälle zu den Juden.“
Mit ihrer Ausgabe vom 4. Dezember 1926 stellte die Staatsbürger-Zeitung ihr Erscheinen ein.

## Personen im Zusammenhang mit der Staatsbürger-Zeitung
- Rudolf Altschaffel (Verantwortlich)[27]

- Fedor Baerthold, geb. 1838, war Redakteur der Staatsbürger-Zeitung[28]

- Otto Bachler, gest. 1903, Arzt, war von 1875 bis 1903 Redakteur der Staatsbürger-Zeitung[29]

- Otto Heinrich Böckler (1867–1932) war ab 1891 Redakteur u. a. bei der Staatsbürger-Zeitung.

- Paul Bötticher, um 1900 verantwortlicher Redakteur der Staatsbürger-Zeitung[30]

- Wilhelm Bruhn, Verleger der Staatsbürger-Zeitung um die Jahrhundertwende.[31]

- Der Kräuterlikör-Fabrikant Richard Friedrich Ludwig Ferdinand Daubitz hat im Jahr 1864 die Staatsbürger-Zeitung mit Friedrich Wilhelm Held gegründet.

- Franz Mehring gehörte zu den gelegentlichen Mitarbeitern der Staatsbürger-Zeitung[32]

- Alexis Bravmann Schmidt (1818–1903) hat die Staatsbürger-Zeitung eine Weile geleitet[33]

- Johannes Wilberg, Redakteur der Staatsbürger-Zeitung, war offenbar im Jahr 1894 Redakteur der antisemitischen Deutschnationalen Zeitung aus Düsseldorf[34] Offenbar ist Johannes Wilberg Ende 1900 oder Anfang 1901 aus der Staatsbürger-Zeitung ausgeschieden.[35]